# Geni de la Victòria
El Geni de la Victòria és una escultura en marbre realitzada entre 1532–1534 per part de Michelangelo, es va fer per formar part de la tomba del Papa Juli II. Fa 2,61 m d'alt i actualment està exposada al Salone dei Cinquecento del Palazzo Vecchio de Florència.

## Història
Es desconeix la data exacta d'execució d'aquesta escultura. Va ser deixada en l'estudi de l'artista quan va marxar finalment de Florència el 1534 i va passar a ser propietat del seu nebot Leonardo Buonarroti, qui el 1544 va intentar vendre-la sense aconseguir-ho. Daniele da Volterra va suggerir que fos posada a la tomba de Michelangelo a Santa Croce (1564), però Giorgio Vasari va estar en contra d'això i suggerí donar l'estàtua al Duc Cosimo I de' Medici com va succeir.

## Descripció
Està relacionada estilísticament amb les escultures que va fer l'artista dels "Esclaus". L'anatomia és vigorosa i al cap presenta les fulles de roure emblema de Della Rovere. Representa una al·legoria de la victòria, el guanyador que domina amb gran agilitat i contrastant el jove guanyador amb el vell perdedor.